# Rosa Roth – Flucht nach vorn
Flucht nach vorn ist ein deutscher Fernsehfilm von Carlo Rola aus dem Jahr 2005. Es handelt sich um die neunzehnte Episode der ZDF-Kriminalfilmreihe Rosa Roth mit Iris Berben in der Titelrolle.

## Handlung
Rosa Roth hat mit ihren Kollegen einen flüchtigen Straftäter von Berlin bis Rostock verfolgt, der darauf im Krankenhaus landet. Zorn informiert sie per Telefon, dass dieser wiederum ins Zeugenschutzprogramm aufgenommen werden soll, obwohl er wiederholt gewalttätig wurde. LKA-Mann Steinkopf ist schon nachgekommen und diskutiert mit Roth über diese zweifelhafte Maßnahme, als sich der Straftäter aus dem Krankenzimmer mit einem Polizisten als Geisel den Weg freischießen will. Roeder, der ihn in Schach hält, erschießt ihn in letzter Sekunde mit einem Rettungsschuss. Steinkopf ist außer sich und droht Roth und Roeder mit Konsequenzen.
Rosa macht sich anschließend auf den Weg in ein Müritzer Dorf zu einem Gasthof eines ehemaligen Kollegen und fährt auf der Landstraße einen jungen Dänen an, der vor einer Meute von Dorfbewohnern flüchtet. Im Gasthof des nächsten Ortes angekommen, wird sie von den Dorfbewohnern nicht wirklich herzlich empfangen, da der schwerverletzte Däne, den sie bei sich hat, angeblich für das Verschwinden der jungen Freundin des Polizeibeamten Harald Förster verantwortlich sein soll. Er soll bereits seine Nichte Simone ermordet haben. Kurz darauf stürmt die Meute aus dem Wald, angeführt von Förster, die Dorfschenke, in der sich Roth aufhält und treibt beide in den Keller. Von dort aus kann Rosa durch den Ofen hören, dass der Bürgermeister und Förster über das weitere Vorgehen streiten.
Rosa kann Förster dazu bringen einen Arzt zu holen. Der im Dorf nicht beliebte Dr. Salm wird zur Hilfe gerufen. Nachdem der Däne im Krankenhaus verbracht wurde, kann Rosa mit Förster ein ruhiges Gespräch führen und die Hintergründe der Hetzjagd erfahren. Sie erfährt auch, dass Förster bereits Dr. Salm beim Fotografieren von Mädchen als Voyeur erwischt hatte, seit kurzem jedoch den Polizisten nicht mehr anfeindet.
Da Rosa ihr Handy im Wagen von Steinkopf verloren hat, können ihre Kollegen sie nicht erreichen. Kubik und Steinkopf machen sich daraufhin auf den Weg in das Dorf, dass ihnen Rosa per Festnetz nennen konnte. In der Dorfschenke angekommen werden beide von Roth über den Fall aufgeklärt. Sie beordern eine Suchmannschaft und die Akte der ermordeten Nichte an. Steinkopf entdeckt in den Unterlagen, dass am Tatort Zigarillos von Selm gefunden wurden und dies seltsamerweise Förster nicht aufgefallen war.
Rosa und Steinkopf suchen mit Förster den Arzt auf. Während der Befragung wird Förster nervös und Steinkopf entdeckt im Kamin ein verbranntes Foto. Förster gerät in Panik und flieht aus dem Haus zu seinem Hof, wo er seine Freundin im Stall gefesselt hat. Sie hatte von Salm anonym Beweisfotos erhalten, wo festgehalten ist, wie Förster selbst seine Nichte am See ermordet hat. Dr. Salm hat seitdem Förster unter Druck gesetzt.
Kubik überrascht Förster jedoch dabei, wie er versucht Beweise zu vernichten und nimmt ihn fest. Als Steinkopf, Kubik und Roth mit Dr. Salm, über seine Rolle bei dem Verbrechen sprechen, versucht Förster mit der Waffe seines bewachenden Kollegen zu fliehen und bedroht den Arzt. Steinkopf hinter ihm erschießt Förster jedoch, bevor es zu etwas schlimmeren kommt.

## Hintergrund
Flucht nach vorn wurde vom 4. Oktober 2003 bis zum 17. November 2003 in Berlin und Umgebung gedreht. Am 12. März 2005 wurde die Folge um 20:15 Uhr im ZDF erstausgestrahlt.

## Kritik
Die Kritiker der Fernsehzeitschrift TV Spielfilm vergaben dem „spannende[n], aber etwas wirre[n] Fall“ die bestmögliche Wertung, sie zeigten mit dem Daumen nach oben. Herausgehoben wurde Christian Ulmen, der einen „schauspielerischen Glanzpunkt“ setzte. Sie konstatierten: „Holpriger Krimi mit fähigen Darstellern“.